# Микола Конарєв (поїзд)
«Микóла Кóнарєв» —колишній нічний швидкий поїзд № 20/19 регіональної філії «Південна залізниця» АТ «Укрзалізниця» сполученням Харків — Москва. Протяжність маршруту складала — 781 км. На даний поїзд була можливість придбати електронний квиток.

## Історія
24 березня 2006 року о 19:30 з платформи станції Харків-Пасажирський відправився фірмовий пасажирський поїзд № 19/20 сполученням Харків — Москва № 20/19, який був сформований з оновлених сучасних вагонів виробництва Крюківського вагонобудівного заводу. Саме в цей день поїзд отримав ім'я визначного державного діяча, Міністра шляхів сполучення СРСР (1982—1991), почесного громадянина міста Харкова, начальника Південної залізниці (1972—1976), доктора технічних наук, академіка Академій транспорту Росії й України, почесного залізничника Миколи Конарєва. До цього поїзд курсував під назвою — рос. «Южанин».
З середини 2010-х років категорія «фірмовий» була скасована.

## Інформація про курсування
До 30 березня 2019 року поїзд курсував щоденно, згодом — через день, а з 8 грудня 2019 року, через зниження пасажиропотоку, взагалі був скасований.
На маршруті руху зупинявся на 4 проміжних станціях: Бєлгород, Курськ, Орел, Тула I-Курська і прибував на Курський вокзал Москви.
Розклад поїзда було складено таким чином, що була можливість виїхати за цим напрямком ввечері як з Харкова, так і з Москви. Митний та паспортний контроль здійснювався в Україні на станції Харків-Пасажирський (за 30 хвилин до відправлення поїзду двері в вагони зачинялися), в Росії — на станції Бєлгород Південно-Східної залізниці.
| Розклад руху поїзда «Микола Конарєв» (до 7 грудня 2019 року) | Розклад руху поїзда «Микола Конарєв» (до 7 грудня 2019 року) | Розклад руху поїзда «Микола Конарєв» (до 7 грудня 2019 року) | Розклад руху поїзда «Микола Конарєв» (до 7 грудня 2019 року) | Розклад руху поїзда «Микола Конарєв» (до 7 грудня 2019 року) |
| Час прибуття                                                 | Час відправлення                                             | Станція                                                      | Час прибуття                                                 | Час відправлення                                             |
| ------------------------------------------------------------ | ------------------------------------------------------------ | ------------------------------------------------------------ | ------------------------------------------------------------ | ------------------------------------------------------------ |
| —                                                            | 22:16                                                        | Харків                                                       | 08:51                                                        | —                                                            |
| 09:52                                                        | —                                                            | Москва                                                       | —                                                            | 21:45                                                        |

Примітка: При відправленні з Харкова, двері в вагони зачинялися о 21:45, з метою проведення митного та паспортного контролю!
Тимчасово в складі цього поїзда курсувала група вагонів безпересадкового сполучення додаткового поїзда № 219/220 Москва  — Бєлгород формування Російських залізниць рос. РЖД.
З 8 грудня 2019 року через станцію Харків-Пасажирський у напрямку Москви курсував щоденно єдиний нічний швидкий поїзд № 96/95 сполученням Кривий Ріг — Москва з групами вагонів безпересадкового сполучення Дніпро — Москва та Полтава — Москва. Замість Курського вокзалу перенаправлений на Київський вокзал Москви. Остаточно скасований у березні 2020 року.

## Склад поїзда
В обігу перебували два склади формування вагонного депо Харків з групою вагонів безпересадкового сполучення Полтава — Москва. Схема поїзда могла відрізнятися від наведеної в залежності від сезону (зима, літо). Актуальну схему на конкретну дату можна було подивитися в розділі «Оn-line резервування та придбання квитків» на офіційному вебсайті АТ  «Укрзалізниця».
| Схема поїзда | Схема поїзда | Схема поїзда       | Схема поїзда                      | Схема поїзда                                                                                     |
| № вагону     | Тип вагону   | Маршрут сполучення | Вагонне депо формування           | Примітки                                                                                         |
| ------------ | ------------ | ------------------ | --------------------------------- | ------------------------------------------------------------------------------------------------ |
| 5            | П            | Харків — Москва    | ПКВЧ-7 Харків Південна залізниця  | Факультативний, оперативного призначення з продажем проїзних документів за 5 діб до відправлення |
| 6            | П            | Харків — Москва    | ПКВЧ-7 Харків Південна залізниця  |                                                                                                  |
| 7            | К            | Харків — Москва    | ПКВЧ-7 Харків Південна залізниця  |                                                                                                  |
| 8            | К            | Харків — Москва    | ПКВЧ-7 Харків Південна залізниця  |                                                                                                  |
| 9            | Л            | Харків — Москва    | ПКВЧ-7 Харків Південна залізниця  |                                                                                                  |
| 10           | К            | Харків — Москва    | ПКВЧ-7 Харків Південна залізниця  |                                                                                                  |
| 11           | К            | Полтава — Москва   | ПКВЧ-8 Полтава Південна залізниця |                                                                                                  |
| 12           | П            | Полтава — Москва   | ПКВЧ-8 Полтава Південна залізниця |                                                                                                  |
| 13           | П            | Полтава — Москва   | ПКВЧ-8 Полтава Південна залізниця |                                                                                                  |
| 14           | П            | Полтава — Москва   | ПКВЧ-8 Полтава Південна залізниця |                                                                                                  |
| 15           | П            | Полтава — Москва   | ПКВЧ-8 Полтава Південна залізниця | Факультативний, оперативного призначення з продажем проїзних документів за 5 діб до відправлення |

Примітки:
- К — купейний вагон[8][9]
- Л — вагон класу «Люкс»[10]
- П —плацкартний вагон[11].

Нумерація вагонів поїзда при відправленні до Москви та по прибутті до Харкова — з північної сторони вокзалу.
З травня 2015 року для перевезення багажу (вантажобагажу) мешканці Придніпров'я мали можливість скористатися послугами багажного вагону Придніпровської залізниці у дні його курсування.
Через російську агресію проти України і зростання курсу швейцарського франка, в якому обраховується вартість квитків, та через відсутність достатнього пасажиропотоку в потязі було зменшено кількість вагонів, що є ознакою того, що даний маршрут не є популярним у пасажирів.